# Chorizopora ferocissima
Chorizopora ferocissima är en mossdjursart som beskrevs av Gordon 1984. Chorizopora ferocissima ingår i släktet Chorizopora och familjen Chorizoporidae. Inga underarter finns listade i Catalogue of Life.